# Helionides exsultans
Helionides exsultans är en insektsart som först beskrevs av Mcatee 1934.  Helionides exsultans ingår i släktet Helionides och familjen dvärgstritar. Inga underarter finns listade i Catalogue of Life.